# (2065) Спайсер
(2065) Спайсер (англ. Spicer) — типичный астероид главного пояса, который был открыт 9 сентября 1959 года в рамках проекта IAP в обсерватории им. Гёте Линка и назван в честь американского антрополога Эдварда Спайсера.

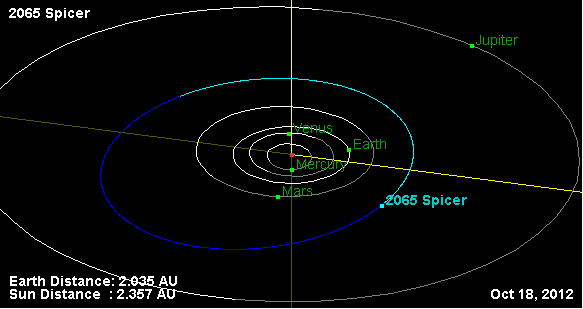
Орбита астероида Спайсер и его положение в Солнечной системе

Фотометрические наблюдения, проведённые в 2005 году в обсерватории Палмер-Дивайд, позволили получить кривые блеска этого тела, из которых следовало, что период вращения астероида вокруг своей оси равняется 18,165 ± 0,005 часам, с изменением блеска по мере вращения 1,0 ± 0,3 m.